# Julia Voth
Julia Voth (Saskatchewan, 16 mei 1985) is een Canadees actrice en model. Ze is voornamelijk werkzaam in Hollywood.